# Cinta
Cinta is een bestuurslaag in het regentschap Garut van de provincie West-Java, Indonesië. Cinta telt 3570 inwoners (volkstelling 2010).